# Verena Meyer

Verena Meyer

Verena Meyer (* 4. Juni 1929 in Zürich; † 21. Juli 2018 ebenda) war eine Schweizer Kernphysikerin, Wissenschaftspolitikerin und Rektorin der Universität Zürich.

## Leben
Verena Meyer wurde geboren als Tochter des Historikers Karl Meyer und der Juristin Alice Meyer. An der Universität Zürich studierte sie zunächst Medizin, wechselte dann aber zur Physik. Sie schloss 1954 mit dem Diplom ab und wurde 1958 bei Hans H. Staub promoviert. Er hatte sie seinerzeit auch dazu angeregt, statt Medizin Physik zu studieren; für eine Frau damals höchst unkonventionell. Anschliessend forschte sie zwei Jahre als Postdoktorandin an der University of Minnesota. Nach der Habilitation 1961 wurde sie 1963 ausserordentliche und 1968 ordentliche Professorin für Experimentalphysik an der Universität Zürich. Von 1982 bis 1984 war sie die erste Rektorin, anschliessend zwei Jahre lang Prorektorin. 1994 wurde Meyer emeritiert.
Meyer war von 1975 bis 1977 Präsidentin der Schweizerischen Physikalischen Gesellschaft. Von 1975 bis 1984 gehörte sie dem Nationalen Forschungsrat des Schweizerischen Nationalfonds an, die letzten drei Jahre als Präsidentin. Anschliessend war sie von 1985 bis 2000 Mitglied des Schweizerischen Wissenschafts- und Technologierats, ab 1987 als dessen Präsidentin.
Meyer beschäftigte sich vor allem mit niedrig- und mittelenergetischer Kernphysik sowie mit kernphysikalischen Anwendungen für die Materialforschung.

## Auszeichnungen
- 2000: Karl-Schmid-Preis der Karl-Schmid-Stiftung